# Debra Feuer
Debra Lee Feuer (Las Vegas, 12 gennaio 1959) è un'attrice statunitense.
Tra i suoi film i più importanti si segnalano Attimo per attimo (1978), Vivere e morire a Los Angeles (1985) e Il burbero (1986), quest'ultimo accanto ad Adriano Celentano. Nel 1988 recita con Mickey Rourke, all'epoca suo marito, nel film Homeboy. È apparsa anche in altre note serie tv come Miami Vice, Crime Story, Vega$, Starsky & Hutch e MacGruder & Loud.

## Biografia
Primogenita di sei figli, il padre Ron Feuer è un musicista che ha suonato per artisti come Paul Anka, mentre la madre, Rusty Feuer, è una ballerina che ha preso parte a qualche film in ruoli minori. La sorella Tamara è una pittrice. Il fratello Ian è stato un calciatore professionista, nel ruolo di portiere in Belgio e in Inghilterra. Cresciuta a Las Vegas in una famiglia benestante, fin da bambina coltiva il sogno di diventare un'attrice. Dopo aver terminato gli studi alla Chaperel, frequenta corsi di recitazione. Appare per la prima volta in un ruolo minore nel film Al di là della ragione (1977) di Telly Savalas, col nome di Debbie Feuer; successivamente lavora in diversi film sia per il cinema sia per la televisione, come Coppia di regine, suo primo ruolo da protagonista, Attimo per attimo, insieme a John Travolta, The Hollywood Knights, che la rende celebre, e Red Flag The Ultimate Game. Nel 1981, durante le riprese di Hardcase, conosce Mickey Rourke, con il quale si sposa dopo la conclusione del film. 
Nel 1985 viene chiamata dal regista William Friedkin in Vivere e morire a Los Angeles, accanto a Willem Dafoe, per interpretare il ruolo della seducente "pupa" del boss Bianca Torres, ruolo che le farà guadagnare una certa fama a livello internazionale. Nel 1986 viene scelta da Castellano e Pipolo come partner di Adriano Celentano nel film Il burbero, nei panni dell'avvenente cameriera Mary Cimino. Nel 1988 è insieme al marito Mickey Rourke in Homeboy di Michael Seresin, storia di un pugile che s'innamora di una ragazza di campagna, in cui recita nel ruolo di Ruby. Nello stesso anno prende parte a un episodio di Miami Vice, Congiura di palazzo, nelle vesti di Celeste Carrera. Nel 1989 è nel cast di Desperado: The Outlaw Wars, quarto  capitolo della saga televisiva Western Desperado, nel ruolo di Maggie, la donna di Sikes. Successivamente prende parte ad alcune produzioni minori, quali l'horror La regina dell'inferno (1990), il drammatico Under Cover of Darkness (1992) e due cortometraggi, Frank's Angel (1995) e No Pussyfooting (2000) che sono i suoi ultimi film.

## Vita privata
È stata sposata dal 1981 al 1990 con l'attore Mickey Rourke. Successivamente è stata legata al cameraman Scott Fuller, dal quale nel 1998 ha avuto una figlia di nome Jessica Ruby. Dopo il ritiro è diventata insegnante di yoga e vive a Los Angeles.

## Filmografia

### Cinema
- Al di là della ragione (Beyond Reason), regia di Telly Savalas (1977)
- Attimo per attimo (Moment by Moment), regia di Jane Wagner (1978)
- The Hollywood Knights, regia di Floyd Mutrux (1980)
- Vivere e morire a Los Angeles (To Live and Die in Los Angeles), regia di William Friedkin (1985)
- Il burbero, regia di Castellano e Pipolo (1986)
- Homeboy (Ragazzo di famiglia), regia di Michael Seresin (1988)
- La regina dell'inferno (Night Angel), regia di Dominique Othenin-Girard (1990)
- Under Cover of Darkness, regia di Walter Pitt (1992)
- Frank's Angel, regia di Suse Uhlenbrock (1995)
- No Pussyfooting, regia di Yeal Russcol - cortometraggio (2000)

### Televisione
- Starsky & Hutch - serie TV, 2 episodi (1977)
- Fantasilandia (Fantasy Island) - serie TV, 1 episodio (1978)
- Lil Abner in The Dogpatch Today - film TV (1978)
- Coppia di regine (Lacy and the Mississippi Queen), regia di Robert Butler - film TV (1978)
- Love Boat (The Love Boat) - serie TV, 1 episodio (1978)
- Angeli volanti (Flying High) - serie TV, 1 episodio (1978)
- Hazzard (The Dukes of Hazzard) - serie TV, 1 episodio (1979)
- Vega$ - serie TV, 1 episodio (1980)
- Red Flag: The Ultimate Game, regia di Don Taylor - film TV (1981)
- Hardcase, regia di Lee Katzin - film TV (1981)
- MacGruder & Loud - serie TV, 1 episodio (1985)
- Crime Story - serie TV, 1 episodio (1987)
- Miami Vice - serie TV, Stagione 5 episodi 1 Congiura di palazzo (prima parte) (tit. orig. Hostile Takeover[1]) e 2 Congiura di palazzo (seconda parte) (tit. orig. Redemption in Blood[2]) (1988)
- Desperado: The Outlaw Wars, regia di Egbert Swackhamer - film TV (1989)

## Doppiatrici italiane
- Micaela Pignatelli in Vivere e morire a Los Angeles
- Claudia Balboni ne Il burbero
- Cristiana Lionello in Miami Vice
- Giuppy Izzo in Homeboy
- Serena Verdirosi in Desperado The Outlaw Wars